# Coelorinchus kamoharai
Coelorinchus kamoharai es una especie de pez de la familia Macrouridae en el orden de los Gadiformes.

## Morfología
Los machos pueden llegar alcanzar los 28 cm (centímetros) de longitud total.

## Hábitat
Es un pez de aguas profundas que vive entre 220 y 400 m (metros) de profundidad.

## Distribución geográfica
Se encuentra desde el sur del Japón hasta Taiwán.